# Soulac-sur-Mer
Soulac-sur-Mer é uma comuna francesa na região administrativa da Nova Aquitânia, no departamento da Gironda. Estende-se por uma área de 28,76 km². Em 2010 a comuna tinha 2 844 habitantes (densidade: 98,9 hab./km²).